# Ujazd
Ujazd là một thị trấn thuộc huyện Strzelecki, tỉnh Opolskie ở nam Ba Lan. Thị trấn có diện tích 15 km². Đến ngày 1 tháng 1 năm 2011, dân số của thị trấn là 1670 người và mật độ 113 người/km².